# Покрово-Успенская церковь в Малом Гавриковом переулке
Храм Покрова и Успения Пресвятой Богородицы (Церковь Покрова Пресвятой Богородицы Покрово-Успенской общины, Покровско-Успенская церковь в Малом Гавриковом переулке) — старообрядческий православный храм в Басманном районе Москвы. Относится к Московской епархии Русской православной старообрядческой церкви.
Построен в 1909—1911 годах по проекту архитектора Ильи Бондаренко. В 1933 году был закрыт советскими властями и возвращён старообрядцам только в декабре 2017 года. Один из четырёх действующих храмов РПСЦ в Москве.

## История

### Предыстория постройки
История старообрядческой общины, создавшей данный храм начинается с молитвенного дома, созданного московскими купцами Шибаевыми. В 1784 году ими была основана «Шибаевская моленная». В 1877 году, за год до смерти, владелец моленной Семён Иванович Шибаев оставил дом своему брату Ивану, который в 1878 году передал дом старообрядческой общине. Общее собрание прихожан избрало попечителей и совет общины. Общее собрание прихожан избрало попечителей постановило именовать храм «Покровским старообрядческим молитвенным домом». Из-за того, что старообрядчество тогда было вне закона, община сталкивалась с трудностями. В начале 1880-х годов приход испытал много притеснений от властей, но благодаря И. И. Шибаеву испытания эти закончились благополучно.
После дарования свобод старообрядчеству в 1907 года была зарегистрирована самостоятельная старообрядческая Покровско-Успенская община.

### Строительство
22 февраля 1909 года на собрании членов общины её настоятель священник Варфоломей Шиголин, служивший здесь с 1890 года, предложил прихожанам построить новое церковное здание вместимостью 700—800 человек. 19 апреля того же года общее собрание Покрово-Успенской общины рассмотрело пять проектов нового храма (П. А. Толстых и Л. И. Лазовского, И. С. Кузнецова, И. Е. Бондаренко и Л. Н. Кекушева) и большинством голосов выбрало проект И. Е. Бондаренко.
14 июня того же года после совершения божественной литургии при стечении сотен московских старообрядцев состоялась закладка храма во имя Покрова и Успения Пресвятой Богородицы.
Двухэтажное строение, облицованное белым кирпичом, со звонницей над папертью, было увенчано куполами с золоченой черепицей. При строительстве использовалась новая для начала XX века технология железобетонных конструкций.
11 апреля 1910 года состоялось торжество поднятия крестов и колоколов. На звонницу были подняты 10 новых колоколов общим весом в 453 пуда (самый большой — весом 260 пудов), отлитые на средства старообрядческой благотворительницы купчихи Феодосии Ермиловны Морозовой (1836—1919).
Летом 1910 года в этой церкви был крещён Александр Рыбаков, на тот момент студент Московского университета.
11 декабря 1911 года архиепископ Московский Иоанн (Витушкин) с епископами Александром (Богатенко) и Мелетием (Картушиным) совершили освящение верхнего главного Покровского храма.
3 апреля 1912 года архиепископ Московский Иоанн (Картушин) вместе с епископом Рязанским и Егорьевским Александром и многочисленным духовенством освятили нижний Успенский храм.

### После Октябрьской революции
После Октябрьской революции община верующих владела храмом до начала 1930-х годов.
Дату закрытия можно косвенно вывести из каталога древнерусской живописи Третьяковской галереи, где сообщается, что «деисусный чин этого храма в 1931 г. поступил в ГТГ.»
23 марта 1933 года Президиум ВЦИК постановил закрыть Покрово-Успенский храм. Самые ценные памятники древнерусской живописи: деисусный чин новгородской иконописной школы XV века из девяти икон и ещё несколько старинных образов — вывезли на склад Музейного фонда, а затем они попали в Третьяковскую галерею.

### В собственности государства
В 1966 году строение было передано дому физкультуры общества «Спартак». Здание долгое время не ремонтировалось, сильно запустело, растрескалось. Часть каменной ограды, покрытой черепицей старинного типа, уничтожили.
В 1970—1980-е годы, в связи с прокладкой автомагистрали, была снесена почти вся окружающая историческая застройка, а рядом с храмом выстроили несколько многоэтажных жилых домов. В 1990-е годы бывший храм занимал «зал физической культуры» ВДФСО профсоюзов.
В конце 1990-х года над храмом нависла реальная опасность уничтожения. Несмотря на протесты общественности, в нескольких метрах от его ограды началось строительство туннеля Третьего транспортного кольца. Обветшавший, стянутый металлическими обручами Покровско-Успенский храм, с полуразрушенной оградой стоял на краю глубокого котлована — стройки автомагистрали. После окончания стройки храм оказался прямо над въездом в Лефортовский тоннель в сторону шоссе Энтузиастов.
В декабре 2003 года Лефортовский тоннель был открыт. А в марте 2004 года мэр Москвы Юрий Лужков распорядился провести реставрацию здания. В 2004—2009 годах на средства городского бюджета была проведена реставрация (автор проекта реставрации — архитектор О. И. Журин). Здание было укреплено, несущие конструкции частично заменены, воссозданы некоторые утраченные элементы, раскрыты заложенные проемы звонницы.

### Процесс возвращения
В 1990-е годы в Российской Федерации начался процесс передачи в собственность религиозным организациям (прежде всего Русской православной церкви (РПЦ)) некоторых категорий имущества, находившегося до 1918 года во владении тех или иных религиозных структур. Возглавлявший РПСЦ с 1986 года митрополит Алимпий не любил касаться вопросов, связанных с конфискованной недвижимостью. В феврале 2004 года, после того как первоиерархом был избран митрополит Андриан (Четвергов), староверы активизировали усилия по возвращению принадлежавших им до революции земель и недвижимости. В 2004 году Московская епархия РПСЦ обратилась к мэру Москвы Юрию Лужкову с требованием вернуть в собственность несколько московских храмов, в их числе и Покрово-Успенскую церковь. Однако собственником здания уже являлась СДЮШОР «Спартак», приватизировавшая памятник архитектуры. К тому времени в здании в алтаре на первом этаже устроен боксёрский ринг, на втором — тренажёрный зал и секция йоги. Другую часть здания занимала юридическая контора. Десять колоколов Успенской церкви хранились в запасниках Большого театра.
11 декабря 2011 года состоялся молебен у стен храма, который возглавил настоятель Покровского кафедрального собора на Рогожском протоиерей Виктор Жельцов. В богослужении приняли участие около семидесяти прихожан из трёх старообрядческих общин Москвы: Рогожской, Тверской и Остоженской. Внутрь молящихся не пустили.
16 марта 2017 года на встрече митрополита Московского и всея Руси Корнилия (Титова) с президентом России Владимиром Путиным обсуждался в том числе и вопрос о передаче Русской Православной Старообрядческой Церкви здания Покрово-Успенского храма в Малом Гавриковом переулке Москвы.
3 сентября 2017 года по благословению митрополита Корнилия у здания храма состоялся молебен Успению Пресвятой Богородицы, который возглавил иерей Никола Бобков. На это событие собралось более полусотни верующих из старообрядческих общин Москвы.
В ноябре того же года решением совещания Московской епархии труды по возрождению молитвенной жизни в храме возложены на иерея Николу Бобкова. Требовалось расчистить здание от возведённых в нём перегородок, соорудить алтарь и иконостас, вернуть кресты на купола, оформить государственную регистрацию общины.
20 декабря 2017 года Покрово-Успенский храм в Малом Гавриковом переулке был передан Русской Православной старообрядческой Церкви. Старообрядцам выдали соответствующее распоряжение, договор и акт приёма-передачи храма. 22 декабря общине передали ключи от храма. 24 декабря того же года в возвращённом храме состоялся благодарственный молебен. Это было первое богослужение в храме после 85-летнего перерыва. Настоятелем храма назначен иерей Никола Бобков, сын протоиерея Евгения Бобкова. После этого в храме начались восстановительные работы. Поскольку храм перешёл к общине в довольно хорошем состоянии, работы эти в основном касаются благоукрашения и обустройства церковного быта: пишутся иконы, обустраивается молитвенное помещение.
4 марта 2018 года после необходимых ремонтных работ (расчистка перегородок, устройство иконостаса, установка Престола) митрополит Корнилий (Титов) совершил малое освящение храма. Таким образом, с 2018 года Покрово-Успенский храм стал четвёртым действующим храмом Русской Православной Старообрядческой церкви в Москве, в котором еженедельно проводится Божественная Литургия.
Изъятые при закрытии храма колокола возвращены не были. Митрополит Русской православной старообрядческой церкви Корнилий в 2020 году сообщил, что власти согласны вернуть старообрядцам колокола, изъятые из старообрядческого храма в Гавриковом переулке и переданные в Большой театр, только если религиозная организация изготовит за свой счет и передаст государству точные копии этих колоколов.
26 июля 2021 года был водружен первый малый крест на церковные ворота. 26 августа 2021 года над алтарной частью был установлен второй крест.

## Архитектура и убранство храма
Храм был построен с применением железобетонных технологий. Фасады церкви украшены изразцами и росписью, кровля покрыта оригинальной разноцветной черепицей, в отделке использовалось витражное остекление. С искусствоведческой точки зрения храм является ярким примером церковной архитектуры русского модерна.

## Духовенство
- Настоятель храма — иерей Никола Бобков[21]